# Взрив в Тексас Сити
Катастрофата в Тексас Сити от 1947 г. е индустриална авария, случила се в пристанището на Тексас Сити, Тексас, в залива Галвестън на 16 април 1947 г.
Това е най-смъртоносната промишлена авария в историята на Съединените щати и сред най-силните неатомни взривове в историята. Започнала с пожар в ранната сутрин, на борда на регистрирания във Франция кораб SS Grandcamp, закотвен в пристанището и натоварен с приблизително 2200 тона амониева селитра. Първичната експлозия и вторичната верижна реакция от пожари и детонации на близки кораби и петролни депа убива най-малко 581 души, включително всички, с изключение на един, пожарникари от пожарната команда на Тексас Сити.

## Кораби
SS Grandcamp е 133 метра дълъг кораб, клас Либърти, спуснат на вода през 1942 година в Лос Анджелос. Първоначално е именуван SS Benjamin R. Curtis. По време на Втората световна война е използван в Тихия океан. След войната Американското правителство предлага кораба на Франция като помощ за възстановяване на следвоенна Европа. Освен амониева селитра, която натоварва в пристанището, той превозва малко количество амуниции, машини и бали с коноп на палубата. SS Grandcamp пристига от Хюстън, Тексас, където пристанищните власти отказват натоварването му с амониева селитра.
Друг кораб, на док в пристанището по същото време, е SS High Flyer, натоварен с около 872 тона амониева селитра и около 1600 тона сяра.

## Пожар
Амониев нитрат, използван като тор или взривно вещество, е бил произведен в Небраска и Айова и е бил транспортиран до Тексас Сити с железопътен транспорт, преди да бъде натоварен в Grandcamp. 
Докерите започват да товарят Grandcamp със селитра още на 11 април, денят в който пристига. До 16 април, денят на първата експлозия, корабът е натоварен с около 2200 тона селитра. Тя е смес с глина, колофон, парафин, за да се избегне овлажняване и спичане. Пакетирана е в хартиени чували, но е транспортирана и съхранявана при температури, които увеличават риска от химична реакция. Докерите съобщават, че чувалите са топли на пипане.
На 16 април 1947 година, около 8 сутринта е забелязан дим от един от товарните люкове на кораба, докато той още е закотвен. След премахването на горните чували, огън е забелязан два – три метра по-ниско, близо до корпуса на кораба. Около 8:25 на железопътния терминал се чуват сирени, предупреждаващи за пожар. Две пожарни коли се отзовават първи, скоро последвани от още две коли от градската доброволна пожарна команда. Първите опити за гасене не са много ефективни, пространството под палубата вече е прекалено нагрято и водата не може да достигне до горящите чували. Последващият опит да се задуши пожара чрез пара също са неуспешни – при горене в големи количества или в затворени пространства, амониевата селитра отделя кислород, който поддържа пожара. Вероятно втечнената селитра е започнала да отделя диазотен оксид, който повишава налягането при горене.
През това време пожарът събира тълпа зяпачи по бреговата ивица, вярващи, че дистанцията им осигурява безопасност. Над кораба се издигат гъсти оранжево-жълти облаци, което привлича още по-голяма тълпа. Някои от присъстващите забелязват, че водата около корпуса на закотвения кораб е гореща и започва да ври. В товарните отсеци започва да се излива и горивото на кораба, което допълнително подхранва пожара, а палубата и товарните люкове заповат да се изкривяват от налягането.

### Първа експлозия
В 9:12 сутринта амониевата селитра в SS Grandcamp детонира, предизвиквайки огромни разрушения в пристанището. Взривът изравнява със земята около 1000 сгради. Експлозията вдига 4.5-метрова вълна, която помита и наводнява всичко по близкото крайбрежие и е усетена на повече от 160 километра. Ударната вълна разбива прозорци в Хюстън, на повече от 60 километра северно. На два самолета, летящи наблизо, взривната вълна откъсва крилата и те се разбиват. Хората усещат експлозията на над 160 километра в Луизиана, а в близкото градче Галвестън, отстоящо на 16 км, хората паднали по земята. Взривът праща във въздуха почти 5760 тона корабна стомана, голяма част от която със свръхзвукова скорост. Корабна котва, тежаща около 2 тона е намерена изхвърлена на над 2 километра от пристанището. Експлозията унищожава промишлени мощности на химическата компания Монсанто, рафинерии, както и резервоари за петролни продукти, намиращи се по крайбрежието, предизвиквайки няколко по малки експлозии и пожари. Официално жертви на първата експлозия са 567 души, включително екипажа на Grandcamp, всички, с изключение на един, от отзовалите се 28 членове на доброволната пожарна команда на Тексас Сити, участвали в гасенето на пожара на кораба. При първия взрив телефонните линии в Тексас Сити не работели, заради стачка на телефонните оператори. След като разбрали за катастрофата, веднага се върнали на работа, но стачката довела до забавяне в координация на спасителните действия. На изпратените призиви за помощ се отзовали много хора. Армията, флота, полицаи и пожарникари от близките райони започнали да се стичат на помощ. По това време в Тексас Сити няма действаща болница, затова властите и доброволците използват сгадата на кметството, местната търговска камара и други сгради като импровизирани лазарети. Много ранени са транспортирани до болници в съседните градове Галвестън, Форт Крокет и Хюстън.

### Втора експлозия
През цялото това време SS High Flyer е закотвен в съседство на Grandcamp. Приключили са с товаренето му (872 тона амониева селитра в трюм 3 и около 1600 тона сяра в трюмове 2 и 4), но корабът остава закотвен за няколко дребни ремонта. Амониевата селитра в комбинация със сяра е много взривоопасна. Когато спасителите забелязват, че вторият кораб е обхванат от пламъци започват опити да го извлекат максимано далеч, за да сведат до минимум щетите от неизбежната втора експлозия. Влекачите не могат да закачат и преместят High Flyer. Капитанът нарежда котвата да бъде вдигната, за да премести кораба далеч от останките на Grandcamp. За нещастие екипажът не може да освободи котвата и корабът продължава да бъде прекалено близо до пламъците от Грандкамп. Въпреки близостта си, High Flyer не е понесъл големи щети от първата експлозия – главната палуба и главните трюмове са с малки щети, но товарните люкове са разбити. След няколкочасови опити екипажът на Хайфлайър го изоставя и корабът е обхванат от пожар.
В 1:10 след полунощ на 17 април, само 14 часа след експлозията на Грандкамп, амониевата селитра на Хайфлайър експлодира, убивайки най-малко двама души и нанасяйки допълнителни щети по пристанищните съоръжения. Взривът разрушава и SS Wilson B. Keene, който е бил закотвен непосредствено до Хайфлайър. Втората екплозия е очаквана от всички и предварително са взети мерки за евакуация, за да се предотвратят нови жертви.

## Мащаб
Катастрофата в Тексас Сити обикновено се счита за най-тежката промишлена авария в историята на Америка. Свидетели сравняват сцената с доста скорошните изображения на въздушния набег през 1943 г. на Бари и много по-голямото опустошение след като атомната бомба е била хвърлена в Нагасаки. 405 от загиналите са идентифицирани, а 63 никога не биват идентифицирани. Последните останки са поставени в мемориално гробище в северната част на Тексас Сити близо до езерото Мозес. Допълнителни 113 души са обявени като безследно изчезнали, тъй като не са открити никакви идентифициращи се части от телата. Тази цифра включва пожарникари, които са били на борда на Grandcamp, при експлозията. Има някои спекулации, че може да е имало още стотици убити, но неизброени, включително на моряци, работници.
Повече от 5000 души са ранени, като 1784 са приети в 21 районни болници. Повече от 500 домове са разрушени и стотици повредени, оставяйки 2000 бездомни. Морското пристанище е унищожено и много предприятия са изравнени със земята или изгорени. Над 1100 превозни средства са повредени и 362 товарни автомобила са заличени; щетите от имуществото са оценени на 100 милиона долара  (което се равнява на 1.1 милиарда долара през 2019).